# Джон Прюїтт
Джон Генрі Прюїтт (англ. John Henry Pruitt; нар. 4 жовтня 1896, Фаєтвіль — пом. 4 жовтня 1918, Соммпі-Таюр) — американський військовослужбовець, капрал Корпусу морської піхоти США. Один з 19 військовослужбовців США, двічі кавалерів Медалі Пошани (посмертно), удостоєних найвищих відзнак армії та флоту за «героїзм, який виходить за межі виконання свого військового обов'язку» у боях з противником 3 жовтня 1918 року. Наступного дня після свого героїчного вчинку у бою в ході битви на хребті Блан Мон Прюїтт загинув унаслідок ворожого обстрілу поблизу Реймса у Франції.

## Біографія
Джон Генрі Прюітт народився 4 жовтня 1896 року у Фаєтвілі, штат Арканзас. У травні 1917 року призваний на військову службу з Фінікса, штат Аризона.
3 жовтня 1918 року в битві на хребті Блан Мон, будучи капралом морської піхоти, Прюітт атакував і захопив два ворожі кулеметні гнізда, а пізніше захопив сорок ворогів. Наступного дня, у свій 22-й день народження, він загинув внаслідок обстрілу противника. Армія США, а потім і ВМС США нагородили його медаллю Пошани за проявлену хоробрість у ході ведення бойових дій.
Його останки були повернуті до Сполучених Штатів і поховані на Арлінгтонському національному цвинтарі в Арлінгтоні.

## Пам'ять
На честь капрала Джона Генрі Прюїтта був названий ескадрений міноносець типу «Клемсон» — «Прюітт».